# Villa Muñoz
Villa Muñoz és un barri de la ciutat de Montevideo, Uruguai.
La zona té una història significativa dins de la ciutat, ja que en ella el doctor Emilio Reus va construir un pintoresc conjunt de cases i edificis que encara avui existeix.
A més, el veïnat es caracteritza per la presència de nombroses botigues de preus baixos, tradicionalment dirigides per jueus, de manera que gran part de la població es refereix a la zona com el barri dels jueus.

## Mapa

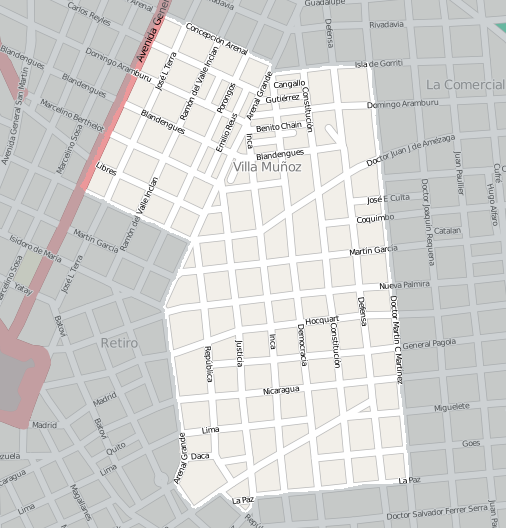
Villa Muñoz.